# Fabbrica Curone
Fabbrica Curone est une commune italienne de la province d'Alexandrie, dans le Piémont.

## Administration
| Période                                  | Période | Identité | Étiquette | Qualité |
| ---------------------------------------- | ------- | -------- | --------- | ------- |
|                                          |         |          |           |         |
| Les données manquantes sont à compléter. |         |          |           |         |

### Hameaux
Caldirola, Forotondo, Selvapiana, Garadassi, Montecapraro, Salogni, Bruggi, Lunassi, Pareto, Morigliassi

### Communes limitrophes
Albera Ligure, Cabella Ligure, Gremiasco, Montacuto, Santa Margherita di Staffora, Varzi, Zerba